# Charlot et Mabel en promenade
 (juillet 2025).
Pour plus de détails, voir Fiche technique et Distribution.
Charlot et Mabel en promenade (titre original : Getting Acquainted)  est une comédie burlesque américaine réalisée par Charlie Chaplin, sortie le 5 décembre 1914.

## Synopsis
Charlot et sa femme sont au parc. Les deux époux se disputent, et Charlot décide de s'en aller une fois sa femme endormie. Il aperçoit tout d'abord une jeune fille blonde qu'il décide de suivre. Mais le mari de celle-ci le menace avec un couteau et l'éloigne.
Charlot croise alors Mabel, qu'il tente de séduire. Mais Mabel, dont le mari Ambrose s'est éloigné pour dépanner une automobile, ne se laisse pas faire, et appelle un policier à l'aide. Charlot s'enfuit, avec le policier à ses trousses.
Pendant ce temps, Ambrose croise Mme Sniffels, la femme de Charlot, et la séduit également. Mais le policier qui poursuit Charlot s'en aperçoit et prend Ambrose en chasse.
Les deux femmes se rencontrent enfin, et après avoir découvert ce que leurs maris ont fait, décident de ne plus leur adresser la parole. Mais lorsque le policier attrape finalement Charlot et Ambrose et les emmène au poste, leurs épouses interviennent et les libèrent. Fou de rage et avide d'arrestation, le policier s'en prend au premier homme qu'il croise.

## Fiche technique
- Titre original : Getting Acquainted
  - Titre alternatif : A Fair Exchange
- Titre : Charlot et Mabel en promenade
- Réalisation : Charlie Chaplin
- Scénario : Charlie Chaplin
- Photographie : Frank D. Williams
- Montage : Charlie Chaplin (non crédité)
- Producteur : Mack Sennett
- Société de production : Keystone
- Société de distribution : Mutual Film (1914)
- Pays d’origine :  États-Unis
- Langue : film muet avec les intertitres en anglais
- Format : Noir et blanc - 35 mm - 1,33:1  -  Muet
- Genre : Comédie, Film burlesque
- Longueur : une bobine (312 mètres)
- Durée : 14 minutes
- Date de sortie :
  - États-Unis : 5 décembre 1914
- Licence : Domaine public

## Distribution
- Charlie Chaplin : M. Sniffels
- Phyllis Allen : Mme Sniffels
- Mack Swain : Ambrose
- Mabel Normand : la femme d'Ambrose
- Harry McCoy : un homme dans le parc
- Edgar Kennedy : le policier
- Cecile Arnold : Mary
- Joe Bordeaux : le conducteur bloqué (non crédité)
- Glen Cavender : un passant (non crédité)